# 浙江省丽水中学
28°28′55.73″N 119°56′17.49″E / 28.4821472°N 119.9381917°E
浙江省丽水中学创建于1902年（清光绪二十八年），初名崇正学堂；1956年，定名为“浙江省丽水中学”。为浙江省首批办好的十八所重点中学之一，浙江省一级普通高中特色示范学校。
目前学校规模为54个班，在校学生2100多人。学校现共有245名教职工。

## 变迁历史
丽水中学前身为1752年创办的处州莲城书院。1902年2月，由孙诒让策划，处州知府赵亮熙改原府属“莲城书院”为“崇正学堂”。
1905年，拆分为处州府中学堂和处州师范学堂。
1911年5月，更名省立第十一中学堂。
1912年2月，更名省立第十一中学校，同时将省立第十一师范学校（原处州师范学堂）并回。
1927年7月，更名省立第十一中学。
1933年8月，更名省立处州初级中学。
1938年7月，更名省立处州中学，其小学部于1944年2月分出，设立省立处州小学。之后先后并入省立浙东第二临时中学、省立民众教育馆附中、丽水县立简易师范学校。
1954年，更名浙江省处州中学。
1956年9月，更名浙江省丽水中学。
1988年7月，停办初中部。
2009年，搬入新校区。

## 荣誉称号

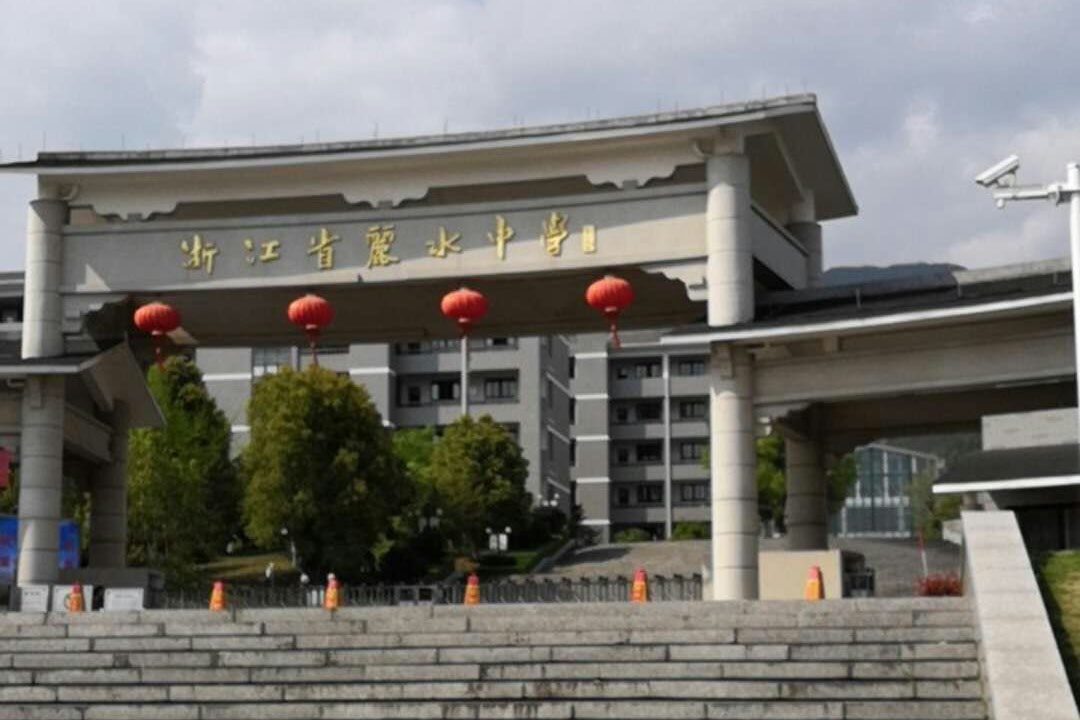
丽水中学正门

- 浙江省一级普通高中特色示范学校
- 全国“和谐校园”先进学校
- 中国风景园林“优秀园林绿化工程奖”
- 全国地理科普教育基地
- 全国作文教学先进单位
- 省健康促进金牌学校
- 省一级心理辅导站
- 省语言文字规范化示范校
- 丽水市艺术教育特色学校
- 市首批人才工作示范点
- 市少年儿童业余体育运动先进学校[2]

## 著名校友
- 陈诚：中华民国陆军一级上将、中华民国第二任副总统。
- 王季思：著名曲史论家、文学史家。
- 吕漠野：世界语翻译家。
- 丁皓江：浙江大学教授，博士生导师，时任浙江大学力学系主任。
- 蒋励：北京大学医学博士，2012年辞职加入无国界医生，前往阿富汗为当地的孕产妇提供医疗服务。

## 现任领导
- 范寿仁——丽水中学校长、党总支书记
- 郑彩亮——丽水中学副校长
- 楼锦华——丽水中学党总支副书记
- 刘炜——工会主席
- 常雪勇——丽水中学副校长
- 周业宇——丽水中学副校长
- 吕驾宇——丽水中学副校长
- 潘惠刚——丽水中学校长助理[3]